# هيلين أرنولد
هيلين أرنولد (بالإنجليزية: Helen Arnold)‏ ممثلة سينمائية أمريكية في عصر السينما الصامتة.

## روابط خارجية
- هيلين أرنولد على موقع IMDb (الإنجليزية)
- هيلين أرنولد على موقع قاعدة بيانات برودواي على الإنترنت (الإنجليزية)